# Feedback-studiet
Feedback-studiet, eller Feedback Recording, som det også kaldtes, var et århusiansk pladestudie, som eksisterede mellem 1975 og 2011. Det var i mange år et meget benyttet studie blandt danske musikere, og en lang række danske musikalbums, heriblandt de fleste af Gnags' plader, er i tidens løb indspillet dér.
Feedback-studiet blev etableret af Gnags i 1975 i tilknytning til deres nystartede pladeselskab, Genlyd Grammofon, og det lå i en tilbygning til bandets kollektiv i Haraldsgade i Viby ved Aarhus. I de første år var det ret primitivt, idet optagelserne foregik på to almindelige tosporsbåndoptagere, hvilket betød at man ofte indspillede mange instrumenter på én gang.
Efterhånden blev teknikken dog forbedret, og i 1981 blev studiet ombygget til et fuldt professionelt lydstudie med datidens mest avancerede udstyr. Ombygningen indebar også en effektiv lydisolering: Studiet lå lige op ad en jernbanelinje, men den ny kraftige lydisolering betød, at det sjældent kunne høres på optagelsen, hvis et tog kørte forbi. Isoleringen bestod bl.a. i, at selve studiet var udformet som en slags kasse, der hvilede på nogle gummimembraner. Det betød, at hvis et tog sendte rystelser igennem den ydre bygning, berørte det ikke den indre "kasse".
Feedback-studiet havde en storhedstid fra starten af 80'erne til midten af 90'erne. Det blev digitaliseret i løbet af 90'erne. Den digitale udvikling indebar dog, at det efterhånden var muligt at lave indspilninger af høj kvalitet for relativt få midler, og dermed tabte Feedback i lighed med mange andre store pladestudier terræn. I 1999 blev det solgt til Jacob Riis-Olsen fra Gnags. Imidlertid lukkede det helt i 2011, og huset i Haraldsgade blev samtidig sat til salg.
Studiet blev i 2014 genskabt i Den Gamle By i forbindelse med udstillingen 'Aarhus rocks! Byen og musikken 1960-2014'  og er i dag en permanent del af udstillingen 'Aarhus Fortæller' Det genskabte studie indeholder bl.a. den originale mixerpult, og det er muligt at indspille en sang via karaoke, som efterfølgende kan sendes som lydfil.
På Lydhavnen i de tidligere slagtehaller for enden af Jægergårdsgade har Feedback-studiets mangeårige tekniker, Magnus Vad, videreført Feedback i en ny udgave med en del af det gamle udstyr fra det oprindelige studie.